# Tabula Traiana

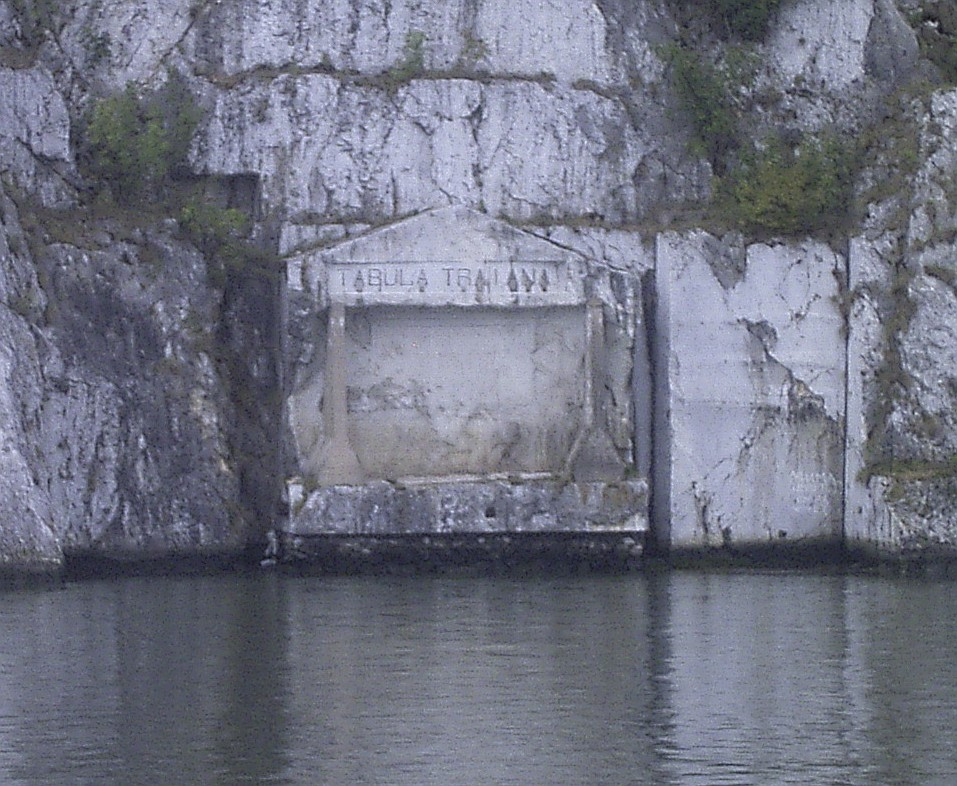
La Tabula Traiana lambita dalle acque del Danubio

La Tabula Traiana è un'iscrizione latina dedicata all'imperatore Traiano, incisa su una parete rocciosa, appositamente intagliata, a strapiombo sulle Porte di Ferro. Oggi essa si trova inserita, insieme ad altre vestigia d'epoca, strada romana e resti del Ponte di Traiano, nel parco nazionale di Đerdap, nei pressi di Kladovo, in Serbia.
Fu realizzata al tempo delle campagne militari che lo condussero alla conquista della Dacia, lungo una precedente strada romana che dal 33-34 lambiva il Danubio lungo le gole di Kazan.
Negli anni sessanta l'iscrizione e un tratto della strada romana furono oggetto di un progetto di salvataggio: l'intero blocco di roccia fu sollevato di circa 50 metri per salvarle dall'innalzamento delle acque dovuto alla realizzazione della diga di Đerdap.

## Storia

### Campagna di Traiano contro i Daci
Le vestigia ancora visibili risalgono alla spedizione condotta da Traiano contro i Daci, a nord del Danubio, nei primi anni del II secolo. L'imperatore tracciò una strada militare proveniente da Belgrado che passava sul fianco dei monti costeggiando la riva destra delle Porte di Ferro per raggiungere una zona più pianeggiante. 
In quel punti Traiano gettò il famoso ponte, progettato da Apollodoro di Damasco, che permetteva di raggiungere l'altra sponda del Danubio. La vicenda è immortalata nelle scene visibili nella parte bassa della Colonna di Traiano.
Il ponte era di una tipologia assai diffusa, a travi di legno su piloni in muratura di pietra. Come ci informa un altro documento epigrafico dalla Moesia Superior,  Traiano realizzò anche un canale artificiale per deviarne parzialmente le acque in modo da consentire la navigazione in un punto famigerato per l'insidiosità delle sue cateratte .

### Tutela e valorizzazione delle vestigia
La costruzione di una diga, realizzata negli anni dal 1963 al 1972, avrebbe minacciato di sommergere per sempre le vestigia romane, già sfiorate dalle acque del Danubio. Si decise così di spostare la tavola e le rocce che la contornavano e di rimontarle 50 metri più in alto, garantendone la visibilità anche dopo il riempimento dell'invaso.
Oggi l'insieme delle vestigia è incluso nell'area del parco nazionale di Đerdap, tutelate al pari della fauna e della flora locali, in un ambiente che coniuga l'interesse storico a quello naturalistico. Del ponte di Traiano sono rimasti solo alcuni piloni, in parte sommersi, dei quali sono visibili solo quelli più vicini alla riva.

## Descrizione del monumento
L'epigrafe è incisa su un piano verticale intagliato nella stessa roccia, su una lunghezza di 3,20 m e un'altezza di 1,80 m, ornata con due delfini alati, rose a sei petali e un'aquila dalle ali spiegate.
La tavola è protetta da una sorta di tettoia in forma di frontone recante l'iscrizione moderna in rilievo « TABULA TRAIANA ».

### Testo dell'epigrafe
Il testo dell'iscrizione, in parte corrotto dal tempo, si sviluppa su sei righe:
(CIL III, 8267 ILS 5863)

## La strada romana di Kazan
Quella a cui si riferisce l'epigrafe è la «spettacolare strada», lambita dal corso del Danubio nelle gole di Kazan, che fu aperta nel 33-34 dai genieri romani intagliando le rocce a picco delle gole danubiane delle Porte di Ferro. Della strada, inghiottita dal Danubio dopo la costruzione della diga nel 1973, nulla è più visibile, ad eccezione di qualche tratto; la Tabula Traiana, originariamente posta lungo il percorso della strada, è stata essa stessa salvata sollevandola al di sopra del livello attuale insieme alle rocce in cui era ricavata e ad alcuni metri della strada su cui essa sorgeva.